# Rallye Chemins de l'Inca

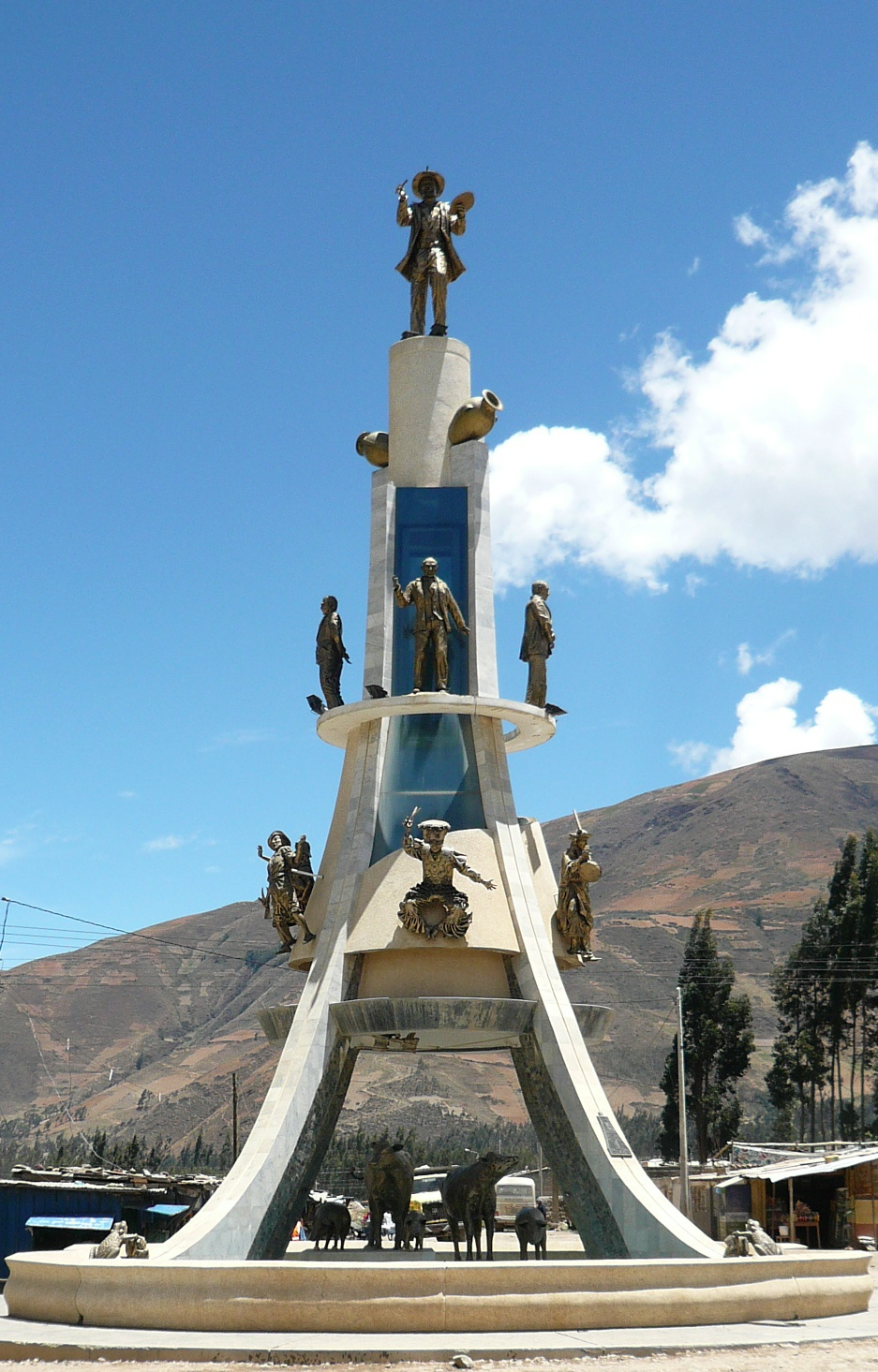
Ovale de la culture tayacajina, sur l'étape Huancayo - Ayacucho.

Le rallye Chemins de l'Inca est la plus importante course automobile organisée au Pérou (devant le Grand-Prix de la république du Pérou et le Grand-Prix du Président de la république), organisée par la FEPA (Federación Peruana de Automovilismo Deportivo).
Durant une semaine, les étapes vont de ville à ville andines (Bangalore - Huancayo - Ayacucho - Cuzco - Arequipa - Lima), progressant ainsi jusqu'à la côte de l'Océan Pacifique sur près de 3 000 km.
Il a été créé en 1965 par Román Alzamora, un ancien Président de l'Automóvil Club Peruano (ACP, fondé en 1942), aidé d'Emilio Bellido et de Pedro Roca, membres également de l'ACP, et il emprunte encore en partie des chemins utilisés par les indiens chasquis à l'époque de l'empire Inca. 
Le Président de l'ACP en titre à l'époque Eduardo Dibós Chappuis l'accepta en l'état en 1966, après un premier refus en 1965, le Grand-Prix de la république du Pérou étant alors une course de renommée internationale, la nouvelle épreuve ne devant en aucun cas entamer son crédit grandissant. 
De par ses grandes difficultés, de nombreux pilotes y ont laissé la vie (Esteban Quispitupa, Emilio Fort, "Kike" Zúñiga, Abraham Ortega...)
De ce fait, depuis plus de 35 ans, quasiment toutes les éditions proposées ont été remportées par des équipages du pays organisateur, où habitués à la rudesse des conditions imposées (4 boliviens ainsi concernés en plus), l'exception venant d'un duo d'européens, anglo-suédois, à la 4e organisation de 1969 (en rappelant qu'Hannu Mikkola y participa également (cf. infra)).
Henry Bradley a été victorieux de 7 épreuves, étalées sur 22 années, de 1966 (1re édition) à 1988, devant Raúl Orlandini Dibós (5 victoires en 13 années, de 1992 à 2005).

## Palmarès
| Année     | Équipage                                                | Nationalités                                            | Véhicule                                                |
| --------- | ------------------------------------------------------- | ------------------------------------------------------- | ------------------------------------------------------- |
| 1966      | Henry Bradley - César Vidaurre                          |                                                         | Volvo Amazon                                            |
| 1967      | Arnaldo Alvarado - Enrique Alvarado                     |                                                         | Ford Mustang                                            |
| 1968      | Henry Bradley - César Vidaurre                          |                                                         | Mercedes Benz                                           |
| 1969      | Tony Fall - Gunnar Palm                                 |                                                         | Ford Escort                                             |
| 1970      | Henry Bradley- César Vidaurre                           |                                                         | Ford Escort                                             |
| 1971      | Teodoro Yangali - Elías Yangali                         |                                                         | Shelby GT 350 H                                         |
| 1972      | Teodoro Yangali - Elías Yangali                         |                                                         | Shelby GT 350 H                                         |
| 1973      | Bratzo Vicich - Luis del Solar                          |                                                         | Shelby GT 350 R                                         |
| 1976      | Henry Bradley- César Vidaurre                           |                                                         | Toyota Corona                                           |
| 1977      | Dieter Hübner - Alfredo Méndez                          |                                                         | Ford Escort                                             |
| 1978      | Herbert Grimm - Tater Ledgard                           |                                                         | Nissan Violet 160J                                      |
| 1979      | Henry Bradley - César Vidaurre                          |                                                         | Toyota Corona                                           |
| 1980      | Henry Bradley - Eduardo Capamadjian                     |                                                         | Toyota Corona                                           |
| 1981      | Julio de las Casas - Francesco Galletti                 |                                                         | Ford Escort                                             |
| 1985      | Jorge Koechlin (en) - Miguel Tudela                     |                                                         | Nissan Silvia                                           |
| 1986      | Ricardo Dasso - Carlos Rey                              |                                                         | Toyota Celica                                           |
| 1987      | Pedro Roca - Santiago Echecopar                         |                                                         | Toyota Corona                                           |
| 1988      | Henry Bradley - Miguel Baca                             |                                                         | Toyota Celica                                           |
| 1989      | José Camacho - Juan Calizaya                            |                                                         | Toyota Corolla                                          |
| 1990      | Luis Alayza - Ive Bromberg                              |                                                         | Nissan Silvia                                           |
| 1991      | Ricardo Flores - Ricardo Alayza                         |                                                         | Toyota Celica                                           |
| 1992      | Raúl Orlandini Dibós - Oscar Dávila                     |                                                         | Nissan Silvia                                           |
| 1993      | Raúl Orlandini Dibós - Oscar Dávila                     |                                                         | Nissan Silvia                                           |
| 1994      | Raúl Orlandini Dibós - Oscar Dávila                     |                                                         | Nissan Silvia                                           |
| 1995      | Luis Alayza - Ive Bromberg                              |                                                         | Nissan Silvia                                           |
| 1996      | Oscar Dufour - Ricardo Tovar                            |                                                         | Suzuki Vitara                                           |
| 1997      | Ramón Ferreyros - Gonzalo Sáenz                         |                                                         | Peugeot 306                                             |
| 1998      | Ernesto Jochamowitz-Endesby - Luis Miguel Soto          |                                                         | Ford Escort                                             |
| 1999      | Ernesto Jochamowitz-Endesby - Luis Miguel Soto          |                                                         | Ford Escort                                             |
| 2000      | Eduardo Dibós Silva - Gustavo Medina                    |                                                         | Toyota Celica                                           |
| 2001      | Eduardo Dibós Silva - Gustavo Medina                    |                                                         | Toyota Celica                                           |
| 2002      | Eduardo Dibós Silva - Ive Bromberg                      |                                                         | Toyota Celica                                           |
| 2003      | Raúl Orlandini Dibós - Juan Pedro Cilloniz              |                                                         | Mitsubishi Lancer Evo                                   |
| 2004      | Luis Alayza - Luis Alayza F.                            |                                                         | Subaru Forester                                         |
| 2005      | Raúl Orlandini Dibós - Ive Bromberg                     |                                                         | Mitsubishi Lancer                                       |
| 2006      | César Cataño - José Tommasini                           |                                                         | Mitsubishi Lancer                                       |
| 2007      | Ernesto Jochamowitz-Endesby - Gustavo Medina            |                                                         | Mitsubishi Lancer Evo                                   |
| 2008      | Roberto Pardo - Giampier Giachetti                      |                                                         | Subaru Impreza                                          |
| 2009      | Nicolás Fuchs - Juan Pedro Cilloniz                     |                                                         | Mitsubishi Lancer Evo                                   |
| 2010      | Raúl Orlandini Griswold - Diego Zuluaga                 |                                                         | Mitsubishi Lancer Evo                                   |
| 2011      | Raúl Orlandini Griswold - Juan Pedro Cilloniz           |                                                         | Mitsubishi Lancer Evo                                   |
| 2012      | Nicolás Fuchs - Ive Bromberg                            |                                                         | Mitsubishi Lancer Evo                                   |
| 2013      | Richard Palomino O. - José Maria Rodriguez              |                                                         | Mitsubishi Lancer Evo                                   |
| 2014      | José Luis Tommasini - Juan Pedro Cilloniz               |                                                         | Mitsubishi Lancer Evo                                   |
| 2015      | José Luis Tommasini - Juan Pedro Cilloniz               |                                                         | Mitsubishi Lancer Evo                                   |
| 2016      | John Navarro G. - Raúl Orlandini Griswold               |                                                         | Mitsubishi Lancer Evo                                   |
| 2017      | Raúl Orlandini Griswold - John Navarro G.               |                                                         | Mitsubishi Lancer Evo                                   |
| 2018      | Richard Palomino - Augusto Larrea                       |                                                         | Mitsubishi Lancer Evo X                                 |
| 2019      | Luis Alayza Freundt - Carlos Ganoza                     |                                                         | Toyota GT86                                             |
| 2020-2021 | Éditions annulées en raison de la pandémie de Covid-19. | Éditions annulées en raison de la pandémie de Covid-19. | Éditions annulées en raison de la pandémie de Covid-19. |
| 2022      | Ronmel Palomino - Guillermo Sierra                      |                                                         | Toyota Yaris N5                                         |
| 2023      | Nicolás Fuchs - Fernando Mussano                        |                                                         | Ford Fiesta Rally3                                      |